# Ades Zabel

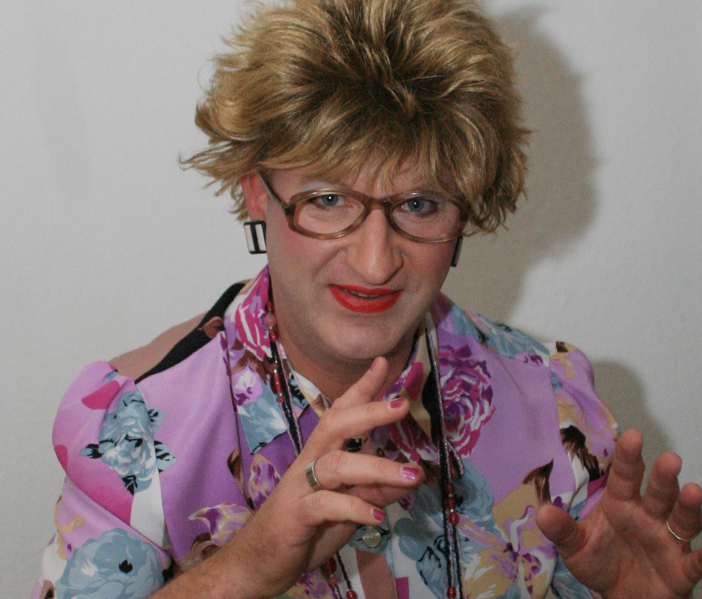
Ades Zabel als Edith Schröder (2010)

Ades Zabel (* 26. September 1963 in West-Berlin; eigentlich Andreas Zabel) ist ein deutscher Schauspieler und Travestiekünstler.

## Leben
Zabel, der dem Arbeitermilieu entstammt und in Berlin-Haselhorst geboren wurde, besuchte die Poelchau-Oberschule in Berlin-Westend. Nach seinem Abschluss machte er zunächst eine Ausbildung als Verkäufer für Herrenmode im Berliner KaDeWe und jobbte zehn Jahre als Filmvorführer im Moviemento, interessierte sich aber auch schon früh für Theater und Tanz. 1980 gründete er mit Bob Schneider, Ogar Grafe, Hermoine Zittlau und Barbara Hamer die Filmproduktionsgesellschaft und Kabarettgruppe Teufelsberg Produktion. Am 15. Dezember 1980 präsentierte Zabel zusammen mit Bob Schneider seinen ersten Super-8-Film Sinnfilm. Bis 1992 drehte die Gruppe zusammen 14 Filme. Bekannt wurden Zabel und die Firma durch die zwischen 1987 und 1991 entstandene Kinotrilogie Drei Drachen vom Grill, in der er als Imbissbuden-Betreiberin Magda Färber Brigitte Grothum aus der Fernsehserie Drei Damen vom Grill parodierte.
1980 erfand Ades Zabel die Bühnenfigur Edith Schröder, eine Neuköllner Langzeitarbeitslose, als die er bis heute in zahlreichen Bühnenshows auftritt. Weitere Bühnenfiguren Zabels sind Karin Hoene (pensionierte Lehrerin, im Hauptfach Tuschen) und Hürriyet Lachmann (eine türkische Kiezschönheit); alle Figuren zeichnet ihr derber Berliner Humor aus.

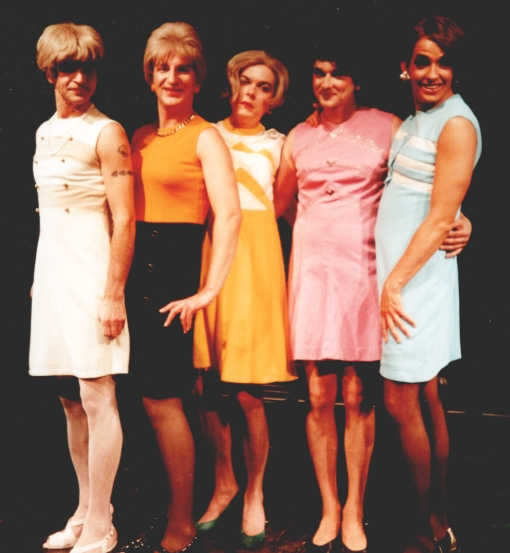
Ades Zabel (2. v. l.) mit den Teufelsbergern in der Show Blusen im Sommerloch (1995)

Die Filmvorführungen der Teufelsberger Produktion wurden zunehmend mit eigenen Comedynummern kombiniert. 1987 entstand das erste Off-Theater-Abendprogramm Grabe mal nach Rosenthal. 1991 stand Ades Zabel erstmals im Berliner BKA Theater in der Improshow Dicke Eier auf der Bühne. Seit den 1990er Jahren traten die Teufelsberger, wie sich die Teufelsberg Produktion auch nannte, zunehmend als Off-Theatergruppe auf. Zahlreiche Bühnenprogramme entstanden, unter anderem zwischen 1992 und 1995 Edith & Hotte mit Zabel und dessen Lebensgefährte Olaf Wriedt (1960–2000) in den Hauptrollen. Die Teufelsberger traten unter anderem in der Bar jeder Vernunft, dem Tränenpalast und der Kalkscheune auf.
2003 bzw. 2006 spielte Zabel die Hauptrolle in zwei Trashfilmen, Mutti – Der Film und 18:15 ab Ostkreuz, die jeweils im Panorama-Programm der Berlinale liefen. In 18:15 ab Ostkreuz war er in einer Doppelrolle als Karin Hoene und Hürriyet Lachmann zu sehen.
Seit 2003 sind die „Neuköllnicals“ genannten Shows der Ades Zabel Company regelmäßig im BKA Theater zu sehen, u. a. Edith Schröder Superstar, Wenn Ediths Glocken läuten, Linie 8, Hostel Hermannstraße, Die wilden Weiber von Neukölln, Fly, Edith, Fly – vom Ballermann zum BER und Tatort Neukölln. Mehrere dieser Bühnenshows entstanden unter der Regie von Bernd Mottl und mit Einspielern von Jörn Hartmann.
In dem Indie-Film Der Gründer (2012), welcher die Machenschaften rund um Thomas Hornauers Kanal Telemedial persifliert, verkörperte Ades Zabel die Klatschreporterin Gina Gaydt als Parodie der Bild-Redakteurin Tina Gaedt.
Zabel tritt außerdem bei Partys der schwulen Szene Berlins als DJ Adessa Zabel auf und veranstaltet seit 2006 in der Rolle der Edith Schröder Kiezführungen in Neukölln.
Ades Zabel lebt in Berlin und in der Uckermark.

## Filmografie (Auswahl)
- 1990: Der Todesking
- 1992: Drei Drachen vom Grill
- 1996: Kondom des Grauens
- 2003: Mutti – Der Film
- 2005: Warum Ulli sich am Weihnachtsabend umbringen wollte
- 2006: 18:15 ab Ostkreuz
- 2012: Der Gründer
- 2012: Männer zum Knutschen
- 2012: Rosas Welt – 70 neue Filme von Rosa von Praunheim
- 2016: Ediths Glocken – Der Film
- 2022: Babylon Berlin (3 Folgen)